# 指揮戦車
指揮戦車（しきせんしゃ）（ドイツ語: Panzerbefehlswagen、英語: Command tank）とは、 無線通信による相互連絡が重要な電撃戦の実現のためにドイツ軍が作った、高性能な無線機を積んだ戦闘指揮専用の戦車。ドイツ以外でも日本、イタリア、アメリカ、イギリス他各国でもこうした指揮専用の改造戦車が作られている。

## 概要
第二次世界大戦初期のドイツ戦車は小型であり、また無線機の容量が大きかったために、無線機搭載の代りに武装などを降ろさなければならなかった。その後、ドイツ戦車が大きな無線機を設置するに十分な大きさになってくると、戦闘能力の無い指揮専用型は製造されなくなり、通常の戦車の搭載弾薬を減らして長距離無線機を増設したものに取って代わられていった。
現代でもロシア戦車には形式名に"K"の付く指揮戦車型が存在し、停車した状態で砲塔上面に高さ10mのマスト型長距離アンテナを展開することができる。

## ドイツの指揮戦車
多くのドイツ車両は送受信機1組に加え、受信機をもう1台搭載し、受信機2台＋送信機1台で運用していた。
Fu.5はドイツの開戦から終戦まで使用された標準的な車載無線機セットで、装甲部隊所属の戦車や自走砲、装甲指揮車などに幅広く搭載された。 
Fu.16はFu.5の周波違いモデルで、外観はFu.5と同じであった。Sd.Kfz.250/4、III/IV号突撃砲、ヘッツアー、ブルムベアなど、砲兵科所属の装甲車両に搭載された。 
Fu.5は、受信機「Ukw.E.e」と送信機「10W.S.c」がセットになった無線システムであった。Fu.16は、受信機「Ukw.E.h」と送信機「10W.S.h」がセットになったものであった。 
Fu.5から受信機「Ukw.E.e」のみを抽出したものをFu.2、Fu.16から受信機「Ukw.E.h」のみを抽出したものをFu.15と呼称した。 
I号戦車はFu.5のみを、II号戦車はFuSprech dを搭載していた。しかし、以降III号戦車～ティーガー、突撃砲は、全てFu.2+Fu.5(車両によってはFu.15+Fu.16)を搭載していた。
多くのドイツ戦車はこの無線機を操縦手と無線手の間の変速機の上に配置していた。Fu.2/Fu.15 受信機は、戦車ではFu.5/Fu.16 送受信機と積み重ねて配置され、突撃砲では右側のスポンソン後方に配置された。
I号指揮戦車
I号戦車の砲塔を撤去・戦闘室を拡大、武装はボール・マウント式銃架に設置されたMG13k機銃一門とした指揮戦車。A型とB型で形状が異なり、後にフレーム型アンテナを増設した物もある。
38(t)指揮戦車
38(t)戦車に、無線機と車体後部のフレームアンテナを追加。車体前方機銃が撤去され孔が塞がれている。
III号指揮戦車
主砲は木製のダミー。旋回するように見える砲塔も実は前方に移設してある固定式で、武装は砲塔防盾の銃架に機銃一挺（車体前方機銃も銃架を残して撤去）だけの中型指揮戦車。車体後部にフレームアンテナが取り付けられ、D1、E、Hの各型が作られた。しかし主砲を装備した型が求められ、5cm/L42砲を搭載したJ型の搭載弾薬を減らして無線機を増設した物や、5cm/L60砲を装備したIV号戦車の砲塔に換装されたK型が作られた。なおこれらの名称に正しくは「III号」とは付かず、全て「指揮戦車○型」と呼ばれる。
IV号指揮戦車
長砲身型のIV号戦車の搭載砲弾を減らし、代わりに無線を増強したもの。一部を除き、大半は修理再生品からの改造による。
パンター指揮戦車
パンター戦車の搭載砲弾を減らし、主砲同軸機銃を撤去し、代わりに無線を増強したもの。最初から指揮戦車として作られたものと、改造キットを用いて前線で指揮戦車仕様となったものがある。

## フランスの指揮戦車
- ルノー TSF 通信戦車

## イタリアの指揮戦車
- L3 r（L3 無線指揮車）

## 日本の指揮戦車
- 九七式指揮戦車 シキ